# Longizacla egregius
Longizacla egregius är en insektsart som först beskrevs av Andrej Vasiljevitj Gorochov 1996.  Longizacla egregius ingår i släktet Longizacla och familjen syrsor. Inga underarter finns listade i Catalogue of Life.